# Callionymus kotthausi
Callionymus kotthausi es una especie de peces de la familia Callionymidae en el orden de los Perciformes.

## Distribución geográfica
Se encuentra en la India.